# Обской (Ямало-Ненецкий автономный округ)
Обской — упразднённый посёлок в составе городского округа Лабытнанги Ямало-Ненецкого автономного округа России. В период 2002—2004 годы включён в состав города Лабытнанги и исключён из учётных данных. Ныне отдалённый микрорайон города.

## География
Располагался у железнодорожной станции Обская Северной железной дороги, на расстоянии в 7 км (по-прямой) к северо-западу от окраины города Лабытнанги.

## История
По всей видимости возник в 1947 году как служебный посёлок железнодорожников, обслуживавших станцию Обская.

## Население
| 1989 | 2002 |
| ---- | ---- |
| 6    | ↗26  |

По итогам переписи 2002 года в национальной структуре населения русские составляли 92 %.